# Se sposti un posto a tavola
Se sposti un posto a tavola (Plan de table), è un film del 2012 diretto da Christelle Raynal.

## Soggetto
La diversa disposizione degli invitati a uno dei tavoli di un banchetto nuziale influisce sul destino di ciascun commensale. Il tema del caso, già trattato da Krzysztof Kieślowski nel film Destino cieco del 1981 e da Peter Howitt in Sliding Doors del 1998, è lo spunto per narrare quattro storie diverse privilegiando, alla fine, la libera scelta.

## Trama
Un ragazzo ed una ragazza, lui in elegante abito scuro e lei in abito nuziale, hanno appena finito di fare l'amore su uno dei tavoli nella sala in cui tra poco ci sarà il banchetto. Sistematisi si accorgono che hanno fatto cadere i segnaposto ma non ne ricordano l'ordine originario.
I due amanti sono Marie ed Éric: lei lavora in una boutique di cappelli e lui fa il cuoco, si sono conosciuti casualmente sei anni prima su un treno per Avignone e hanno avuto una storia d'amore durata cinque anni; poiché Éric non ha mai trovato il coraggio per chiederle di impegnarsi seriamente, Marie ha preferito lasciarlo e accettare la proposta di matrimonio di Paul, un uomo serio e affidabile che può garantirle un futuro solido. Marie tuttavia è piena di dubbi e incertezze ed è così che il giorno delle nozze finisce per abbandonarsi alla passione con Éric. Dovendo andare ad accogliere gli invitati, Marie lascia ad Éric il compito di rimettere sul tavolo i segnaposto con i nomi dei commensali: dalle sue diverse possibili scelte dipenderà il futuro di ciascuno di loro.
Gli occupanti del tavolo oltre ad Éric sono: il suo coinquilino David, che aspira a diventare un famoso fotografo e nel frattempo lavora come commesso in un negozio di fotografia; Catherine e Pierre, cugini dello sposo che vivono una fase problematica del loro matrimonio in quanto Pierre tradisce la moglie con svariate donne ma lei non riesce mai a coglierlo in flagrante e cerca al contempo di mantenere alte le apparenze di famiglia felice e perfetta, a costo di sviluppare delle evidenti nevrosi; Marjorie, imbranata sorella della sposa che sogna il principe azzurro ma dipende totalmente dalla relazione con un uomo che la usa e che in realtà scopre essere proprio Pierre; i coniugi Arnaud ed Edith, lui cinico gallerista d'arte e lei divorata dall'ossessione di rimanere incinta, non sapendo che il marito è sterile.
Il compito di Éric diviene quindi quello di disporre i segnaposto affinché i commensali riescano a rimettere finalmente ordine nelle proprie vite, in un concatenarsi di eventi che porterà di volta in volta al mutamento del suo rapporto con Marie.

## Remake
Nel 2020 il regista Dean Craig ha realizzato un remake del film, intitolato Un amore e mille matrimoni e distribuito da Netflix.